# Weinmannia raiateensis
Weinmannia raiateensis är en tvåhjärtbladig växtart som beskrevs av John William Moore. Weinmannia raiateensis ingår i släktet Weinmannia och familjen Cunoniaceae. Inga underarter finns listade i Catalogue of Life.